# Haute Autorité de la communication audiovisuelle (Côte d'Ivoire)
 (septembre 2024).
Pour les articles homonymes, voir HACA.
La Haute Autorité de la communication audiovisuelle (abrégé en HACA) est l'organisme ivoirien de régulation de l'audiovisuel. Elle a été progressivement mise en place entre avril et décembre 2011, en remplacement de l'ancien Conseil national de la communication audiovisuelle, et dans le cadre de la libéralisation du marché de l'audiovisuel ivoirien.

## Mission
Selon le décret n° 2011-475 du 30 avril 2011, la HACA a pour missions :
- d’assurer le respect des principes du libre exercice de la communication audiovisuelle ;
- de garantir et d’assurer la liberté et la protection de la communication audiovisuelle dans le respect de la loi ;
- de veiller au respect de l’éthique et de la déontologie en matière d’information audiovisuelle ;
- de garantir l’accès aux organes officiels d’information et de communication audiovisuelle, des Institutions de la République, des partis politiques, des associations et des citoyens ;
- d’assurer le traitement équitable, par les organes officiels d’information et de communication audiovisuelle, des Institutions de la République, des partis politiques, des associations et des citoyens ;
- de favoriser et de garantir le pluralisme dans l’espace audiovisuel, c'est-à-dire garantir l’égalité d’accès et de traitement ainsi que l’expression pluraliste des courants d'opinions, particulièrement pendant les périodes électorales. À cet effet, la HACA communique aux différents organismes audiovisuels du secteur, le relevé des interventions des partis politiques dans les journaux, les bulletins d’information, les magazines et autres émissions ;
- de concourir à l’attribution des fréquences de radiodiffusion sonore et télévisuelle ;
- d’élaborer les conventions d’autorisation d’usage des fréquences de radiodiffusion sonore et télévisuelle  et de veiller à leur respect, ainsi qu’à celui des prescriptions du cahier des charges, annexé à ces conventions ;
- de veiller à la qualité et à la diversité des programmes, au développement et à la promotion de la communication audiovisuelle nationale ainsi qu’à la mise en valeur du patrimoine culturel national, africain et universel ;
- d’exercer un contrôle par tous les moyens appropriés sur notamment l’objet, le contenu, les modalités et la programmation des émissions publicitaires et parrainées ;
- de garantir l’indépendance et d’assurer l’impartialité du secteur public de la communication audiovisuelle notamment, la radiodiffusion sonore et télévisuelle.

La HACA définit les normes relatives aux matériels et techniques de diffusion et de réception des émissions. Elle donne également un avis en matière de négociations internationales relatives à la communication audiovisuelle, de projet ou de propositions de textes régissant la communication audiovisuelle.
Pour l’accomplissement des missions qui lui sont confiées, la HACA dispose de tout pouvoir d’investigation et d’enquête, et peut solliciter la collaboration de toutes les administrations tant publiques que privées, dans le but de recueillir toutes informations techniques, administratives ou financières utiles à leur réalisation.

## Composition
La Haute Autorité de la communication audiovisuelle comprend douze membres non permanents, nommés par décret pris en conseil des ministres, sur présentation du ministre chargé de la communication, pour un mandat de six ans non renouvelable. Selon l'article 3 du décret n° 2011-475 du 21 décembre 2011, le collège est nommé et constitué de la façon suivante :
- Un professionnel de la communication, désigné par le président de la République ;
- Une personne désignée par le président de l’Assemblée nationale ;
- Une personne désignée par le président du Conseil économique et social ;
- Un magistrat désigné par le Conseil supérieur de la magistrature ;
- Une personne désignée par le ministre de la communication et des médias ;
- Une personne désignée par le ministre chargé de l’Économie et des Finances ;
- Une personne désignée par le ministre chargé de la Culture ;
- Une personne désignée par le ministre de l'Économie numérique et de la Poste ;
- Une personne désignée par les associations de défense des droits de l’homme ;
- Trois représentants des organismes professionnels de la communication audiovisuelle, dont un journaliste professionnel de l’audiovisuel, un ingénieur des médias et un professionnel de la production.